# Oecocecis guyonella
Oecocecis guyonella är en fjärilsart som beskrevs av Achille Guenée 1870. Oecocecis guyonella ingår i släktet Oecocecis och familjen stävmalar. Inga underarter finns listade i Catalogue of Life.